# Filho de França
Filhos da França (em francês: Fils de France) era um título honorífico que possuíam os filhos legítimos dos reis e Delfins de França. Os membros femininos da Família Real eram conhecidas como Filhas da França (em francês: Filles de France).
Para os filhos do Delfim, na qualidade de filhos do herdeiro aparente, se concedeu o mesmo status dos filhos do Monarca. 
Infantes da França (em francês: enfants de France) era a forma quando referia-se a totalidade de Filhos da França.  Entretanto este termo (infante) não deve ser confundido com os Infantes de Portugal e Espanha.

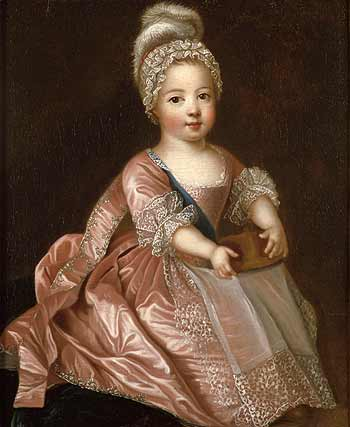
Luís XV de França (1710-1774) em sua época de delfim de França, ele se tratava um caso particular pois tratava-se de um bisneto e não filho do Rei.

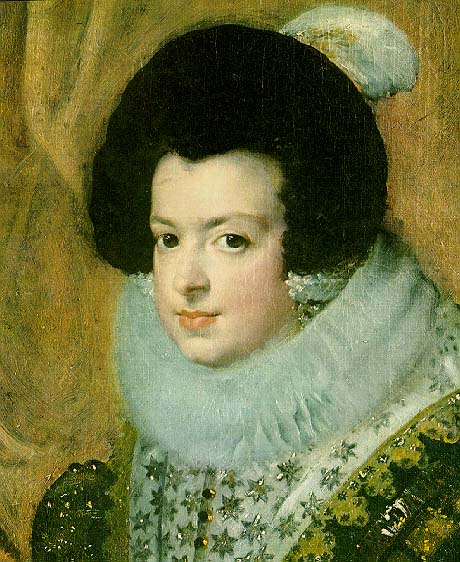
Isabel de Bourbon (1602-1644), primeira Madame Royale, era filha de Henrique IV, ao casar-se com o Rei Filipe IV de Espanha o título passou a sua irmã Cristina (1606-1663).

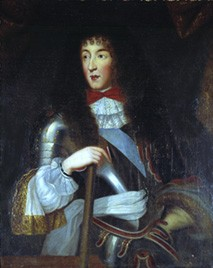
Filipe I de Orleães, titulado Monsieur. irmão de Luis XIV, fundador da atual Casa de Orleães.

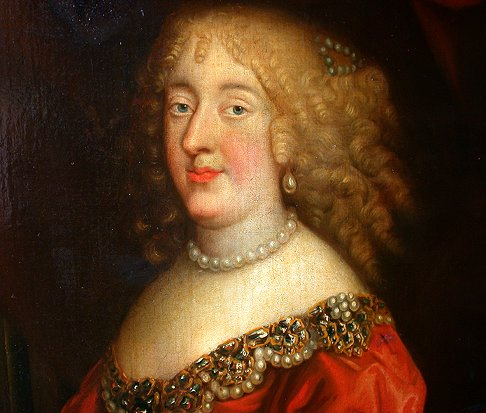
Ana Maria Luísa de Orleães, Duquesa de Montpensier (1627-1693), era filha do Monsieur Gastão de Orleães e prima de Luís XIV de França. Foi a única personagem que usou o título de Grande Mademoiselle.

## Família Real
Desde o século XV, os principais membros da Casa Real Francesa foram raramente designados com algum título nobiliárquico; assim, a melhor forma para reconhecê-los foi a sua posição dentro da Família Real. 
A Família Real (em francês:  Famille du Roi) era composta pelo Rei, Rainha, Rainha-Mãe, os Infantes ou "Filhos de França" (em francês:  enfants de France), os Pequenos Infantes ou "Netos da França" (em em francês:  Petits-enfants de France).
O delfim era o mais velho dos Filhos da França, e era conhecido como Monsieur ou Monsenhor o Delfim (em francês:  Monsieur Le Dauphin ou Monseigneur Le Dauphin). Já o irmão do futuro rei era conhecido, simplesmente, como Monsieur e sua esposa de Madame.
As filhas do Rei recebiam após o seu nome o título de Madame; já a filha mais velha recebia o título de Madame Real (em francês: Madame Royale) até se casar. Os filhos, quando recebiam títulos, eram os principais do pariato, sendo normalmente o de Duque, com exceção do delfim. 
Havia uma diferença entre os Filhos da França e Príncipes de Sangue. Os primeiros eram a família mais próxima do Rei (filhos e irmãos); já os segundos faziam referência a qualquer uma das linhas derivada da Casa Real Francesa (Orleães, Condé etc). O chefe de cada linha secundária recebia um nome particular, ou seja, seguiam a linha masculina, sendo bisnetos e descendentes mais remotos dos Reis Franceses anteriores.
É necessário o conhecimento destes termos para a leitura de textos escritos por Retz, Saint-Simon, entre outros.

## Sobrenomes
O rei e a rainha da França não tinham sobrenome. Esse vazio levou os revolucionários a dar-lhes o sobrenome Capet (Capeto), adotando o apelido de seu primeiro ancestral masculino conhecido, Hugo Capeto. Os filhos da França levavam o sobrenome de France ("da França" em português). Este uso é antigo porque remonta ao final do século XIII . O rei, a rainha e os filhos da França assinavam apenas com o primeiro nome, sem número ou sobrenome. Era um privilégio que lhes estava reservado e que marcava a sua preeminência sobre todas as outras dinastias, que deviam assinar acrescentando o sobrenome após o primeiro nome.
Os netos do rei França levavam como sobrenome o nome do apanágio que havia sido conferido ao pai. Se estabelecessem raízes, esse sobrenome passava a ser o sobrenome hereditário, como aconteceu com a família Orléans. Era assim que os Príncipes de Sangue tinham como sobrenome o nome do apanágio do filho da França de quem descendiam. No entanto, quando um ramo de príncipes de sangue acedia ao trono, tornando-se o ramo mais antigo da dinastia, passavam a receber o sobrenome de “de France”.
A queda da monarquia em 1830 pôs fim a esta transmissão onomástica particular, e hoje em dia os membros do ramo mais antigo (de Luís XIV) da casa de França são chamados de "de Bourbon" (porque este nome foi o sobrenome adotado pelos seus antepassados comuns, Carlos III de Espanha e seu irmão Filipe, Duque de Parma.) — com a notável exceção da família governante de Luxemburgo, que leva o sobrenome de Nassau, enquanto os membros do ramo mais jovem do rei francês Luís Filipe e de seu pai Luís Filipe II, Duque de Orleães carrega o sobrenome d'Orléans desde 1662 (ou Orléans e Bragança para os descendentes de Gastão de Orléans, Conde d'Eu).

## Tratamentos
Todos os enfants de France tinham, a partir do Reinado de Luís XIII, o direito de usar o estilo de Alteza Real. Mas na prática, era mais usual os tratamentos honoríficos tradicionais (Monsieur, Madame ou Mademoiselle).

## Títulos tradicionais
- Monseigneur ou Monsieur le Dauphin→ herdeiro da Coroa, seria o primogênito (sexo masculino) do Rei ou seu neto. Em algumas ocasiões havia pequena variação de título, como no caso de Luís chamado de Grande Delfim, por ser obeso, e de seu filho Luís, o Duque de Borgonha, ao que se concedeu o título de Petit Dauphin (em português:  Pequeno Delfim), para distingui-lo de seu pai;

- Madame la Dauphine → era a esposa do anterior;

- Madame Royale → filha mais velha do rei e irmã do Delfim;

- Monsieur → o irmão varão do Rei, sendo que esta, em ordem de nascimento, abaixo do Rei; se este havia falecido o título ia para o seguinte na ordem de nascimento e;

- Madame → era a esposa do anterior.

## Outros títulos
- Madame Première → outorgado a Luísa Isabel da França, filha do rei Luís XV, como forma de diferenciá-la de sua irmã gêmea;
- Petit-fils → eram os filhos dos Fils de France, ostentavam, também, o título de Alteza Real;
- Mademoiselle → usualmente outorgada a filha mais velha do Monsieur; e
- La Grande Mademoiselle → usado, extraordinariamente, desde 1662, Ana Maria Luísa de Orleães, neta de do Rei Henrique IV. Até então era titulada de Mademoiselle, assim diferenciou-se de sua sobrinha Maria Luisa de Orleães, neta do Rei Luís XIII.

## Filhos de França
| Filho de França      | Filho de França | Nascimento              | Morte                   | Título(s)                                         | Monarca     |
| -------------------- | --------------- | ----------------------- | ----------------------- | ------------------------------------------------- | ----------- |
| Isabel de Bourbon    |                 | 22 de novembro de 1602  | 6 de outubro de 1644    | Madame Real                                       | Henrique IV |
| Cristina Maria       |                 | 10 de fevereiro de 1606 | 27 de dezembro de 1663  | Madame Real                                       | Henrique IV |
| Luís de Bourbon      |                 | 1 de novembro de 1661   | 14 de abril de 1711     | Delfim de França                                  | Luís XIV    |
| Maria Teresa         |                 | 2 de janeiro de 1667    | 1 de março de 1672      | Madame Real                                       | Luís XIV    |
| Luís de Bourbon      |                 | 16 de agosto de 1682    | 18 de fevereiro de 1712 | Delfim de França Duque da Borgonha                | Luís XIV    |
| Luísa Isabel         |                 | 14 de agosto de 1727    | 6 de dezembro de 1759   | Madame Real                                       | Luís XV     |
| Maria Teresa Rafaela |                 | 11 de junho de 1726     | 22 de julho de 1746     | Delfina de França                                 | Luís XV     |
| Maria Teresa Carlota |                 | 19 de dezembro de 1778  | 19 de outubro de 1851   | Madame Real Delfina de França Duquesa da Angolema | Luís XVI    |

## Observações
1. ↑  A partir de 1299, com Luís de França ou Louis de France (filho de Filipe III de França), assim chamado num relato real sobre os preparativos militares, e alguns anos mais tarde, nomeadamente num ato do Duque de Brabante (1304) e em cartas do então Príncipe de Gales e futuro rei da Inglaterra Eduardo II (endereçado a Louis de France)[7],[8]. O primeiro[9],[10] filho de um rei da França a assumir o sobrenome “de France” foi João de França ou Jean de France[11] (filho de Filipe VI de França e futuro rei João II) em abril de 1328, logo após a ascensão do seu pai. As primeiras [12] · [13] filhas do rei da França a assumirem o sobrenome “de France” foram as filhas de Filipe V (mas após o advento dos Valois): Joana da França ou Jeanne de France[14],[15] (Duquesa da Borgonha) em 1335 e Branca de França ou Blanche de France[16] em 1340. Antes destas datas, os filhos dos reis de França não tinham sobrenome e eram apenas referidos pelo primeiro nome e pelo título.
2. ↑  O Infante Philippe (filho do Rei de Espanha Filipe V) adotou o nome Bourbon em 1742 numa carta de marca[17].
3. ↑  O sobrenome Bourbon foi adotado pela primeira vez em 1731 pelo Infante Carlos (filho do Rei Filipe V da Espanha), que cunhou dinheiro autodenominando-se Carlos I de Borbón y Farnesio, Duque de Parma y Plasencia .[18]
4. ↑  Nascimento de Maria Luísa de Orleães ou Marie-Louise d'Orléans, filha mais velha de Filipe de França ou Philippe de France, irmão de Luís XIV.